# Barra de São Miguel
Barra de São Miguel là một đô thị thuộc bang Alagoas, Brasil. Đô thị này có diện tích 76,96 km², dân số năm 2007 là 7274 người, mật độ 94,52 người/km².